# St. Leonhard (Harmating)

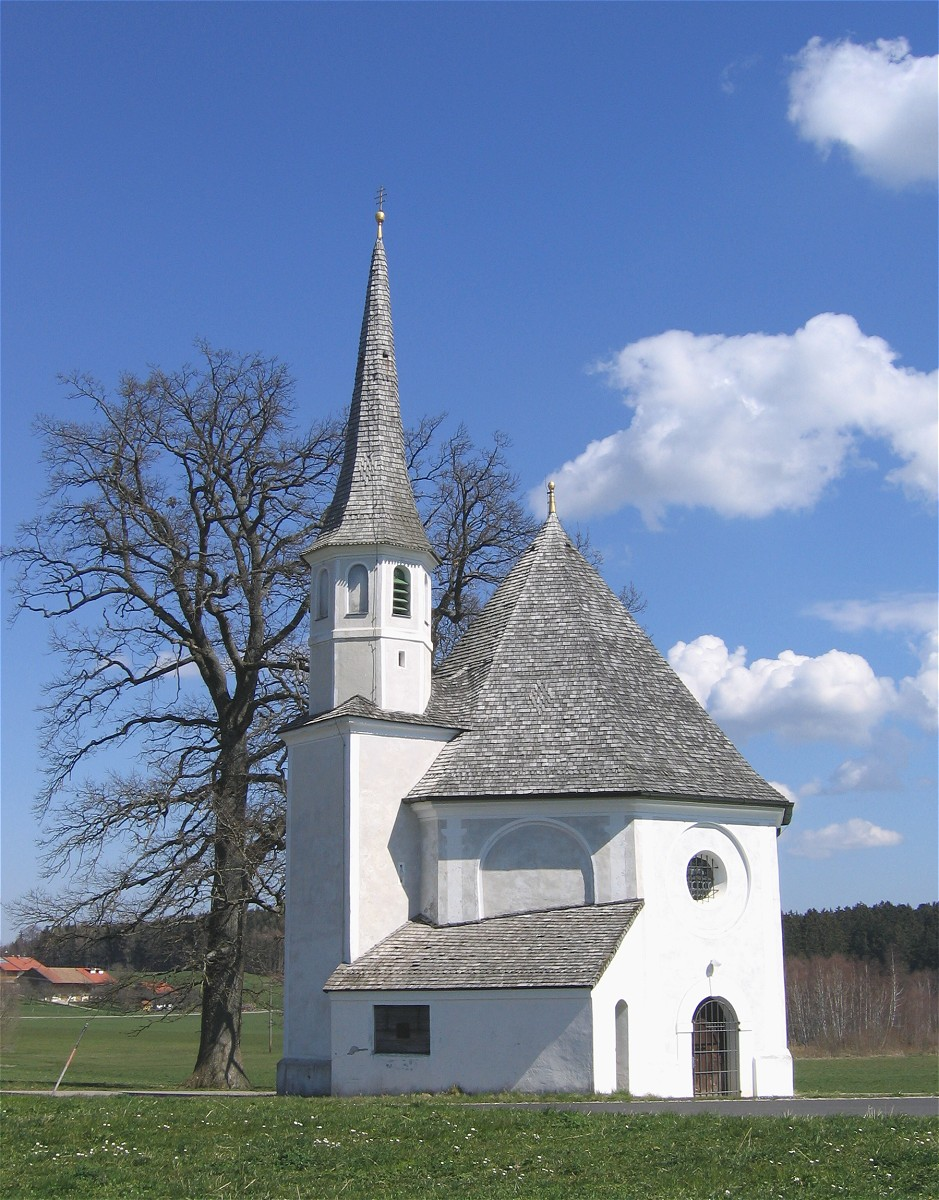
Kapelle St. Andreas in Harmating

Die katholische Kapelle St. Leonhard in Harmating, einem Gemeindeteil von Egling im oberbayerischen Landkreis Bad Tölz-Wolfratshausen, wurde um 1680/85 von der Familie Barth, die das Schloss Harmating besaß, errichtet. Die Kapelle ist ein geschütztes Baudenkmal.
Der barocke oktogonale Zentralbau mit Zeltdach weist eine Putzgliederung auf. Im Westen befindet sich der Turm mit Spitzhelm.
Der Hochaltar mit dem Wappen der Familie Barth und einer Holzskulptur des heiligen Leonhard stammt aus dem ersten Viertel des 18. Jahrhunderts.